# Iglesia de Santa Lucía (Santa Ana)
La Iglesia de Santa Lucía es un templo católico ubicado en el barrio homónimo de la ciudad salvadoreña de Santa Ana. Asimismo, es sede de una parroquia de la Diócesis de Santa Ana.
Fue construida durante la época colonial como parroquia del pueblo de Santa Lucía Chacalcingo, siendo reparada en varias ocasiones. En 1854 el pueblo de Santa Lucía fue anexado como barrio a la ciudad de Santa Ana. Reparada y restaurada, alcanzó su consagración en julio de 1862. Desde esta fecha ha sido ocupada militarmente en varias ocasiones durante los conflictos acaecidos en la ciudad.